# Neundarter
Ein Neundarter (auch 9-Darter, engl. nine-dart finish, nine-dart leg oder nine-darter) ist ein perfekter Durchgang bei einem 501er-Dartspiel. Dabei wird das sogenannte Leg, sprich eine einzelne Spieleinheit von 501 Punkten, in nur neun Darts, also der niedrigsten möglichen Anzahl, gewonnen. Bei anderen Legformaten (301, 701, 1001 usw.) sind vergleichbare Durchgänge mit der geringsten möglichen Zahl an Darts ebenfalls möglich, von einem Neundarter spricht man allerdings nur beim 501.
Dieses Ergebnis ist mit einem Hole-in-one im Golf, einem Perfect Game im Baseball oder Bowling, einem Maximum Break im Snooker oder einem 8-Ender im Curling vergleichbar.

## Überblick
Beim gebräuchlichen 501er-Spiel geht es darum, vor dem Gegner den eigenen Punktestand von 501 exakt auf Null zu bringen. Es gibt dazu viele Möglichkeiten, es sind jedoch immer mindestens neun Dart-Würfe (kurz Darts genannt) nötig.
Beim international üblichen Spielmodus Double Out muss ein Spiel mit einem Wurf in ein Doppelfeld (Double) beendet werden. Ein Neundarter ist in diesem Modus mit 18 verschiedenen Kombinationen der neun Pfeile möglich.
Beim Spielmodus Double In Double Out muss das Spiel zusätzlich mit einem Wurf in ein beliebiges Doppelfeld begonnen werden, d. h. die Punkte werden erst gezählt, sobald man ein Doppelfeld getroffen hat. In diesem Fall sind nur 7 Kombinationen für einen 9-Darter möglich. Dieser Modus wird unter den PDC-Major-Turnieren ausschließlich beim World Grand Prix gespielt.
Eine Partie besteht im Darts stets aus mehreren Legs. Das Werfen eines Neundarters muss also nicht mit dem Gewinn des Spiels verbunden sein.

## Geschichte
Ein Neundarter gilt als „der Traum eines jeden Dartspielers“ und eines der größten Highlights, das ein Zuschauer miterleben kann. Ein herausragendes Renommee haben dabei solche, die im Fernsehen übertragen werden.
Den ersten 9-Darter vor Fernsehkameras erzielte John Lowe beim MFI World Matchplay am 13. Oktober 1984. Er erhielt dafür eine Prämie von 100.000 £, das Preisgeld für den Turniersieg lag bei 12.000 £. Den zweiten TV-9-Darter spielte Paul Lim bei der BDO World Darts Championship 1990. Seine Prämie betrug 52.000 £,  der Turniersieger erhielt 24.000 £. Der dritte 9-Darter vor Kameras war der erste, der live übertragen wurde; er gelang Shaun Greatbatch bei den Dutch Open 2002.
Der vierte übertragene 9-Darter war der erste bei einem PDC-Event und wurde am 1. August 2002 durch den Rekordweltmeister Phil Taylor erzielt, dem 2004 und 2005 auch die folgenden zwei gelangen. Am 24. Mai 2010 warf er als bislang einziger Spieler zwei 9-Darter in einem TV-Match. Mit insgesamt elf perfekten Legs vor Fernsehkameras hält Phil Taylor den Rekord.
Den ersten 9-Darter im Double-In-Double-Out-Modus erzielte Brendan Dolan beim World Grand Prix 2011, wodurch er seinen Spitznamen The History Maker erhielt. Drei Jahre später kam es im gleichen Turnier zum ersten und bisher einzigen Mal vor, dass mit James Wade und Robert Thornton beide Spieler im gleichen Match je einen 9-Darter warfen.
Anfang 2022 warf Gerwyn Price als einziger Spieler neben Phil Taylor drei TV-9-Darter in Folge, davon zwei an einem Tag, aber in zwei verschiedenen Matches. Damit wurde er auch zum ersten Spieler, dem in einem Kalenderjahr drei perfekte Legs vor Fernsehkameras gelangen; am 23. Juli 2022 kam noch ein viertes hinzu. Am 5. März 2022 warf zunächst James Wade einen Neundarter auf der Hauptbühne der UK Open, zwanzig Minuten später Michael Smith auf der Nebenbühne.
Im zweiten Satz des Finales der World Darts Championship 2023 spielten Michael Smith und Michael van Gerwen in einem Leg 17 von 18 Pfeilen perfekt. Dies ist die rechnerisch höchste Zahl an perfekten Würfen, die in einem Leg gespielt werden können, dieser Rekord kann also nur noch eingestellt, aber nicht mehr überboten werden.
Am 18. März 2023 gelang Fallon Sherrock auf der Challenge Tour als erster Frau ein Neundarter bei einem PDC-Event. Am 25. August 2023 warf sie als erste Frau einen Neundarter, der im Fernsehen zu sehen war. Er wird allerdings nicht allgemein als TV-Neundarter anerkannt.
Luke Littler, der am 19. Januar 2024 bei den Bahrain Darts Masters 2024 gegen Nathan Aspinall im Alter von 16 Jahren einen Neundarter warf, ist der jüngste Spieler, dem jemals ein Neundarter vor TV-Kameras gelang. Am 12. Februar 2024 warf er auch einen Neundarter bei seiner ersten Teilnahme an den Players Championships und am 10. März 2024 bei seinem Debüt auf der European Tour. Außerdem gewann er alle drei genannten Turniere. Am 23. Mai 2024 warf er auch als Neuling bei der Premier League Darts einen Neundarter im Finale der Playoffs, das er ebenfalls gewann, was seinen ersten Major-Titel bedeutete.
In den 2000er-Jahren nahm die Zahl der 9-Darter – wie auch der großen Dart-Turniere – stark zu, worauf die Prämien deutlich reduziert bzw. in den meisten Wettbewerben ganz gestrichen wurden. So gab es ab der Weltmeisterschaft 2021 erst dann einen Preis, wenn einem Spieler zwei 9-Darter im Turnier gelungen wären. Bei der Weltmeisterschaft 2022 hätte es für einen Spieler, dem zwei 9-Darter im Turnier gelungen wären, eine Belohnung von 50.000 £ gegeben, jeweils weitere 25.000 £ wären an einen Fan verlost und für einen wohltätigen Zweck gespendet worden. Für die Weltmeisterschaft 2025 wurde die Belohnung wieder erhöht. Für einen Neundarter gab es für den Spieler eine Prämie von 60.000 Pfund; der gleiche Betrag wurde an einen Zuschauer verlost und für eine Wohltätigkeitsorganisation gegen Prostatakrebs gespendet; damit betrug das Preisgeld insgesamt 180.000 Pfund. Beim PDC Awards Dinner werden alle Spieler, denen im Jahr zuvor ein 9-Darter in einem Fernsehturnier gelang, mit einer goldenen Anstecknadel geehrt; Spieler, denen das gleiche in einem Match der Pro Tour gelang, mit einer silbernen.
Die meisten TV-Neundarter gegen sich kassierte James Wade (acht), was auch in den Medien thematisiert wird. Er selbst nennt seine Spielweise und sein faires Verhalten als Erklärung.

## Mögliche Kombinationen
Beim Darts treten beide Spieler abwechselnd zum Werfen von je drei Pfeilen an, dies wird als Aufnahme bezeichnet. Die Punktesumme einer Aufnahme wird 3-Dart-Score genannt. Bei den verschiedenen Wegen zu einem Neundarter werden sowohl die Kombinationen der neun Würfe insgesamt als auch die möglichen 3-Dart-Scores betrachtet.
Beim üblichen Spielmodus 501 Double Out gibt es 18 verschiedene Kombinationen von neun Würfen, um einen Neundarter zu erzielen. Sie können in 71 verschiedenen 3-Dart-Scores geworfen werden.
In jedem Fall müssen sechs, sieben oder acht Dreifachfelder getroffen werden, wobei mindestens drei Dreifach-20 und mindestens eine Dreifach-19, Dreifach-17 oder Dreifach-15 dabei sein müssen. Die 3 Kombinationen mit sechs Dreifachfeldern erfordern genau drei Bullseyes, die 4 Kombinationen mit sieben Dreifachfeldern erfordern genau ein Bullseye, die 11 Kombinationen mit acht Dreifachfeldern schließen ein Bullseye aus.
Jede der 18 Kombinationen kann in verschiedenen Wurfreihenfolgen ausgeführt werden. Berücksichtigt man auch das, gibt es 3944 Möglichkeiten, mathematisch Variationen genannt.
Für den Double-In-Double-Out-Spielmodus gibt es nur 7 Kombinationen. Dabei muss entweder ein Bullseye mit einer Doppel-20 oder Doppel-17 sowie sieben Dreifachfeldern kombiniert werden, oder es müssen drei Bullseyes und sechs Dreifachfelder gespielt werden. Es gibt dabei 574 Variationen und 30 verschiedene 3-Dart-Scores.
In manchen Tabellen werden die 4 Kombinationen mit einem Bullseye und einer Doppel-20 oder Doppel-17 als zwei verschiedene Möglichkeiten angegeben, je nachdem, auf welches Doppelfeld der letzte Dart gespielt wird. Damit ergeben sich 22 Möglichkeiten für Double-Out und 11 für Double-In-Double-Out. Dieses Vorgehen ist aber lediglich spieltechnisch von Bedeutung und mathematisch unbegründet.
| Nr. | Dreifach- | Dreifach- | Dreifach- | Dreifach- | Dreifach- | Dreifach- | Bulls- eye | Doppel- | Doppel- | Doppel- | Doppel- | Doppel- | Double-In möglich | mögliche Variationen ohne Double-In | mögliche Variationen mit Double-In |
| Nr. | 20        | 19        | 18        | 17        | 16        | 15        | Bulls- eye | 20      | 18      | 17      | 15      | 12      | Double-In möglich | mögliche Variationen ohne Double-In | mögliche Variationen mit Double-In |
| --- | --------- | --------- | --------- | --------- | --------- | --------- | ---------- | ------- | ------- | ------- | ------- | ------- | ----------------- | ----------------------------------- | ---------------------------------- |
| 01  | 7         | 1         | –         | –         | –         | –         | –          | –       | –       | –       | –       | 1       | nein              | 8                                   | 0                                  |
| 02  | 7         | –         | –         | 1         | –         | –         | –          | –       | –       | –       | 1       | –       | nein              | 8                                   | 0                                  |
| 03  | 7         | –         | –         | –         | –         | 1         | –          | –       | 1       | –       | –       | –       | nein              | 8                                   | 0                                  |
| 04  | 6         | 1         | 1         | –         | –         | –         | –          | –       | –       | –       | 1       | –       | nein              | 56                                  | 0                                  |
| 05  | 6         | 1         | –         | –         | 1         | –         | –          | –       | 1       | –       | –       | –       | nein              | 56                                  | 0                                  |
| 06  | 6         | 1         | –         | –         | –         | –         | 1          | –       | –       | 1       | –       | –       | ja                | 112                                 | 14                                 |
| 07  | 6         | –         | 1         | 1         | –         | –         | –          | –       | 1       | –       | –       | –       | nein              | 56                                  | 0                                  |
| 08  | 6         | –         | –         | 1         | –         | –         | 1          | 1       | –       | –       | –       | –       | ja                | 112                                 | 14                                 |
| 09  | 5         | 3         | –         | –         | –         | –         | –          | –       | –       | –       | 1       | –       | nein              | 56                                  | 0                                  |
| 10  | 5         | 2         | –         | 1         | –         | –         | –          | –       | 1       | –       | –       | –       | nein              | 168                                 | 0                                  |
| 11  | 5         | 1         | 2         | –         | –         | –         | –          | –       | 1       | –       | –       | –       | nein              | 168                                 | 0                                  |
| 12  | 5         | 1         | 1         | –         | –         | –         | 1          | 1       | –       | –       | –       | –       | ja                | 672                                 | 84                                 |
| 13  | 5         | –         | –         | 1         | –         | –         | 3          | –       | –       | –       | –       | –       | ja                | 168                                 | 42                                 |
| 14  | 4         | 3         | 1         | –         | –         | –         | –          | –       | 1       | –       | –       | –       | nein              | 280                                 | 0                                  |
| 15  | 4         | 3         | –         | –         | –         | –         | 1          | 1       | –       | –       | –       | –       | ja                | 560                                 | 70                                 |
| 16  | 4         | 1         | 1         | –         | –         | –         | 3          | –       | –       | –       | –       | –       | ja                | 840                                 | 210                                |
| 17  | 3         | 5         | –         | –         | –         | –         | –          | –       | 1       | –       | –       | –       | nein              | 56                                  | 0                                  |
| 18  | 3         | 3         | –         | –         | –         | –         | 3          | –       | –       | –       | –       | –       | ja                | 560                                 | 140                                |

Beim üblichen Spielmodus 501 Double Out gibt es 71 verschiedene Kombinationen von 3-Dart-Scores, um einen Neundarter zu erzielen. Dabei wird auch die Reihenfolge der Aufnahmen berücksichtigt (z. B. zählen 180, 177, 144 und 177, 180, 144 als zwei verschiedene Wege).
Ferner können viele 3-Dart-Scores aus unterschiedlichen Wurfpunkten zusammengesetzt werden (z. B. 174 = 60+60+54 = 60+57+57). Die Anzahl der Kombinationsmöglichkeiten aus unterschiedlichen Wurfpunkten wird in einer separaten Spalte angegeben. Dabei kann es auch vorkommen, dass sich einzelne 3-Dart-Scores unterschiedlich zusammensetzen, insgesamt aber die gleichen neun Felder geworfen werden. So kann z. B. für 180–171–150 sowohl 3 x T20; 3 x T19; T20, T18, D18 als auch 3 x T20; T20, T19, T18; 2 x T19, D18 gespielt werden, was die gleichen neun Darts ergibt (4 x T20, 3 x T19, T18, D18). Dies wird in der Spalte durch zwei Werte, getrennt mit einem Schrägstrich, angegeben. Bei 174–174–153 unterscheiden sich zwei Möglichkeiten sogar nur darin, ob 174 zuerst als 60+60+54 und danach als 60+57+57 gespielt wird oder umgekehrt.
Darüber hinaus können die drei Wurfpunkte einer Aufnahme in unterschiedlicher Wurfreihenfolge geworfen werden (z. B. 177 als 60, 60, 57 oder als 60, 57, 60 oder als 57, 60, 60). Dies wird in der Tabelle aber nicht berücksichtigt.
| Nr. | Erster 3-Dart-Score | Zweiter 3-Dart-Score | Finish | Anzahl Möglichkeiten | davon Anzahl Double-In-Möglichkeiten |
| --- | ------------------- | -------------------- | ------ | -------------------- | ------------------------------------ |
| 01  | 180                 | 180                  | 141    | 8                    | 0                                    |
| 02  | 180                 | 177                  | 144    | 8                    | 0                                    |
| 03  | 180                 | 174                  | 147    | 8                    | 0                                    |
| 04  | 180                 | 171                  | 150    | 14 / 15              | 0                                    |
| 05  | 180                 | 170                  | 151    | 4                    | 0                                    |
| 06  | 180                 | 168                  | 153    | 4                    | 0                                    |
| 07  | 180                 | 167                  | 154    | 4                    | 0                                    |
| 08  | 180                 | 165                  | 156    | 5                    | 0                                    |
| 09  | 180                 | 164                  | 157    | 4                    | 0                                    |
| 10  | 180                 | 161                  | 160    | 4                    | 0                                    |
| 11  | 180                 | 160                  | 161    | 4                    | 0                                    |
| 12  | 180                 | 157                  | 164    | 4                    | 0                                    |
| 13  | 180                 | 154                  | 167    | 4                    | 0                                    |
| 14  | 180                 | 151                  | 170    | 4                    | 0                                    |
| 15  | 177                 | 180                  | 144    | 8                    | 0                                    |
| 16  | 177                 | 177                  | 147    | 4                    | 0                                    |
| 17  | 177                 | 174                  | 150    | 9 / 10               | 0                                    |
| 18  | 177                 | 171                  | 153    | 3                    | 0                                    |
| 19  | 177                 | 170                  | 154    | 4                    | 0                                    |
| 20  | 177                 | 168                  | 156    | 4                    | 0                                    |
| 21  | 177                 | 167                  | 157    | 2                    | 0                                    |
| 22  | 177                 | 164                  | 160    | 4                    | 0                                    |
| 23  | 177                 | 160                  | 164    | 4                    | 0                                    |
| 24  | 177                 | 157                  | 167    | 2                    | 0                                    |
| 25  | 177                 | 154                  | 170    | 4                    | 0                                    |
| 26  | 174                 | 180                  | 147    | 8                    | 0                                    |
| 27  | 174                 | 177                  | 150    | 9 / 10               | 0                                    |
| 28  | 174                 | 174                  | 153    | 3 / 4                | 0                                    |
| 29  | 174                 | 171                  | 156    | 5 / 6                | 0                                    |
| 30  | 174                 | 170                  | 157    | 4                    | 0                                    |
| 31  | 174                 | 167                  | 160    | 4                    | 0                                    |
| 32  | 174                 | 160                  | 167    | 4                    | 0                                    |
| 33  | 174                 | 157                  | 170    | 4                    | 0                                    |
| 34  | 171                 | 180                  | 150    | 14 / 15              | 0                                    |
| 35  | 171                 | 177                  | 153    | 3                    | 0                                    |
| 36  | 171                 | 174                  | 156    | 5 / 6                | 0                                    |
| 37  | 171                 | 170                  | 160    | 6                    | 0                                    |
| 38  | 171                 | 160                  | 170    | 6                    | 0                                    |
| 39  | 170                 | 180                  | 151    | 4                    | 4                                    |
| 40  | 170                 | 177                  | 154    | 4                    | 4                                    |
| 41  | 170                 | 174                  | 157    | 4                    | 4                                    |
| 42  | 170                 | 171                  | 160    | 6                    | 6                                    |
| 43  | 170                 | 170                  | 161    | 2                    | 2                                    |
| 44  | 170                 | 167                  | 164    | 2                    | 2                                    |
| 45  | 170                 | 164                  | 167    | 2                    | 2                                    |
| 46  | 170                 | 161                  | 170    | 2                    | 2                                    |
| 47  | 168                 | 180                  | 153    | 4                    | 0                                    |
| 48  | 168                 | 177                  | 156    | 4                    | 0                                    |
| 49  | 167                 | 180                  | 154    | 4                    | 4                                    |
| 50  | 167                 | 177                  | 157    | 2                    | 2                                    |
| 51  | 167                 | 174                  | 160    | 4                    | 4                                    |
| 52  | 167                 | 170                  | 164    | 2                    | 2                                    |
| 53  | 167                 | 167                  | 167    | 1                    | 1                                    |
| 54  | 167                 | 164                  | 170    | 2                    | 2                                    |
| 55  | 165                 | 180                  | 156    | 5                    | 0                                    |
| 56  | 164                 | 180                  | 157    | 4                    | 4                                    |
| 57  | 164                 | 177                  | 160    | 4                    | 4                                    |
| 58  | 164                 | 170                  | 167    | 2                    | 2                                    |
| 59  | 164                 | 167                  | 170    | 2                    | 2                                    |
| 60  | 161                 | 180                  | 160    | 4                    | 4                                    |
| 61  | 161                 | 170                  | 170    | 2                    | 2                                    |
| 62  | 160                 | 180                  | 161    | 4                    | 4                                    |
| 63  | 160                 | 177                  | 164    | 4                    | 4                                    |
| 64  | 160                 | 174                  | 167    | 4                    | 4                                    |
| 65  | 160                 | 171                  | 170    | 6                    | 6                                    |
| 66  | 157                 | 180                  | 164    | 4                    | 4                                    |
| 67  | 157                 | 177                  | 167    | 2                    | 2                                    |
| 68  | 157                 | 174                  | 170    | 4                    | 4                                    |
| 69  | 154                 | 180                  | 167    | 4                    | 4                                    |
| 70  | 154                 | 177                  | 170    | 4                    | 4                                    |
| 71  | 151                 | 180                  | 170    | 4                    | 4                                    |

Beim Standard-Spielmodus 501 Double Out bevorzugen professionelle Spieler Varianten, bei denen zunächst sechsmal das Dreifach-Feld (auch „Triple-Feld“) der 20 getroffen wird; damit wird der Punktestand um die maximal möglichen 360 Punkte reduziert. Für das Finish, also die letzten drei Würfe, gibt es (bis auf den letzten Dart, der in ein Doppel-Feld geworfen werden muss) ungeachtet der Wurfreihenfolge acht Möglichkeiten, die verbleibenden 141 Punkte auf Null zu bringen:
- Dreifach-20 (60), Dreifach-19 (57) und Doppel-12 (24)
- Dreifach-20 (60), Dreifach-17 (51) und Doppel-15 (30)
- Dreifach-20 (60), Dreifach-15 (45) und Doppel-18 (36)
- Dreifach-19 (57), Dreifach-18 (54) und Doppel-15 (30)
- Dreifach-19 (57), Bullseye (50) und Doppel-17 (34)
- Dreifach-19 (57), Dreifach-16 (48) und Doppel-18 (36)
- Dreifach-18 (54), Dreifach-17 (51) und Doppel-18 (36)
- Dreifach-17 (51), Bullseye (50) und Doppel-20 (40)

Die bislang gespielten 89 TV-Neundarter (Stand: 26. Juli 2025) teilen sich wie folgt auf:
| Anzahl | Kombination                   | Anzahl              | Variationen |
| ------ | ----------------------------- | ------------------- | --- |
| 74 x   | 7 x T20, T19, D12             | 56 x 08 x 06 x 04 x | 3 x T20; 3 x T20; T20, T19, D12 3 x T20; 2 x T20, T19; 2 x T20, D12 3 x T20; 3 x T20; T19, T20, D12 2 x T20, T19; 3 x T20; 2 x T20, D12 |
| 05 x   | 5 x T20, 2 x T19, T17, D18    | 04 x 01 x           | T20, 2 x T19; 3 x T20; T20, T17, D18 3 x T20; T20, 2 x T19; T20, T17, D18                                                               |
| 03 x   | 6 x T20, T17, D20, Bullseye 1 | 03 x                | D20, 2 x T20; 3 x T20; T20, T17, Bullseye                                                                                               |
| 03 x   | 7 x T20, T15, D18             | 03 x                | 3 x T20; 3 x T20; T20, T15, D18 |
| 02 x   | 7 x T20, T17, D15             | 02 x                | 3 x T20; 3 x T20; T20, T17, D15 |
| 01 x   | 6 x T20, T18, T17, D18        | 01 x                | 3 x T20; 3 x T20; T17, T18, D18 |
| 01 x   | 6 x T20, T19, T16, D18        | 01 x                | 3 x T20; 3 x T20; T19, T16, D18 |

Es gibt für die Standard-Variante mit Double-Out eine besondere Lösung, die als das perfekte 9-Dart-Out gilt. Allerdings ist diese Lösung so schwierig auszuführen, dass sie für gewöhnlich nur bei Show-Auftritten von einer Handvoll professioneller Dartspieler versucht wird, aber bislang nicht erzielt wurde. Dazu muss der Spieler dreimal folgende Kombination mit jeweils 167 Punkten werfen:
- Dreifach-20 (60), Dreifach-19 (57) und Bullseye (50)

Als einer der spektakulärsten jemals gespielten Neundarter gilt ein Leg von Mensur Suljović bei der Bull’s Superleague Darts Eastern Europe im April 2016, das nicht vor Kameras stattfand. Er verwendete dabei die 3-Dart-Scores 170, 170 und 161, also drei Bullseye-Treffer.

## TV-Neundarter
Hier werden alle perfekten Legs genannt, die als „offizielle“ TV-Neundarter gelten. Spiele, die nur per Stream verfolgt werden können, zählen nicht dazu. Grundsätzlich werden Neundarter in der Gegenwart nur dann als TV-Neundarter gewertet, wenn sie bei einem PDC-Major-Turnier oder auf der World Series of Darts geworfen wurden. Turniere der European Darts Tour gelten hingegen grundsätzlich nicht als TV-Turniere, obwohl sie manchmal live im Fernsehen übertragen werden.
| Nr. | Datum      | Spieler               | Endergebnis | Gegner                | Turnier                           |
| --- | ---------- | --------------------- | ----------- | --------------------- | --------------------------------- |
| 01  | 13.10.1984 | John Lowe             | 3-1         | Keith Deller          | MFI World Matchplay 1984          |
| 02  | 09.01.1990 | Paul Lim              | 3-2         | Jack McKenna          | BDO World Championship 1990       |
| 03  | 03.02.2002 | Shaun Greatbatch      | 4-2         | Steve Coote           | Dutch Open 2002                   |
| 04  | 01.08.2002 | Phil Taylor           | 16-7        | Chris Mason           | World Matchplay 2002              |
| 05  | 05.06.2004 | Phil Taylor           | 8-2         | Matt Chapman          | UK Open 2004                      |
| 06  | 12.06.2005 | Phil Taylor           | 11-6        | Roland Scholten       | UK Open 2005                      |
| 07  | 23.03.2006 | Raymond van Barneveld | 8-3         | Peter Manley          | Premier League Darts 2006         |
| 08  | 17.02.2007 | Michael van Gerwen    | 4-6         | Raymond van Barneveld | Masters of Darts 2007             |
| 09  | 08.05.2007 | Phil Taylor           | 7-4         | Raymond van Barneveld | International Darts League 2007   |
| 10  | 09.05.2007 | Tony O’Shea           | 7-4         | Adrian Lewis          | International Darts League 2007   |
| 11  | 09.06.2007 | Phil Taylor           | 11-5        | Wes Newton            | UK Open 2007                      |
| 12  | 17.11.2007 | John Walton           | 3-1         | Martin Phillips       | World Masters 2007                |
| 13  | 06.06.2008 | Phil Taylor           | 9-1         | Jamie Harvey          | UK Open 2008                      |
| 14  | 20.11.2008 | James Wade            | 8-10        | Gary Anderson         | Grand Slam of Darts 2008          |
| 15  | 02.01.2009 | Raymond van Barneveld | 5-1         | Jelle Klaasen         | PDC World Darts Championship 2009 |
| 16  | 27.09.2009 | Mervyn King           | 4-5         | James Wade            | South African Masters 2009        |
| 17  | 13.12.2009 | Darryl Fitton         | 3-1         | Ross Montgomery       | Zuiderduin Masters 2009           |
| 18  | 28.12.2009 | Raymond van Barneveld | 4-0         | Brendan Dolan         | PDC World Darts Championship 2010 |
| 19  | 29.04.2010 | Raymond van Barneveld | 8-6         | Terry Jenkins         | Premier League Darts 2010         |
| 20  | 24.05.2010 | Phil Taylor 2         | 10-8        | James Wade            | Premier League Darts 2010         |
| 21  | 24.05.2010 | Phil Taylor 2         | 10-8        | James Wade            | Premier League Darts 2010         |
| 22  | 05.06.2010 | Mervyn King           | 8-9         | Gary Anderson         | UK Open 2010                      |
| 23  | 17.07.2010 | Raymond van Barneveld | 10-1        | Denis Ovens           | World Matchplay 2010              |
| 24  | 03.01.2011 | Adrian Lewis          | 7-5         | Gary Anderson         | PDC World Darts Championship 2011 |
| 25  | 16.07.2011 | John Part             | 8-10        | Mark Webster          | World Matchplay 2011              |
| 26  | 31.07.2011 | Adrian Lewis          | 11-10       | Raymond van Barneveld | European Darts Championship 2011  |
| 27  | 08.10.2011 | Brendan Dolan 3       | 5-2         | James Wade            | World Grand Prix 2011             |
| 28  | 16.02.2012 | Phil Taylor           | 8-5         | Kevin Painter         | Premier League Darts 2012         |
| 29  | 17.05.2012 | Simon Whitlock        | 8-6         | Andy Hamilton         | Premier League Darts 2012         |
| 30  | 08.06.2012 | Gary Anderson         | 9-3         | Davey Dodds           | UK Open 2012                      |
| 31  | 25.07.2012 | Michael van Gerwen    | 13-9        | Steve Beaton          | World Matchplay 2012              |
| 32  | 26.07.2012 | Wes Newton            | 10-13       | Justin Pipe           | World Matchplay 2012              |
| 33  | 23.12.2012 | Dean Winstanley       | 2-4         | Vincent van der Voort | PDC World Darts Championship 2013 |
| 34  | 30.12.2012 | Michael van Gerwen    | 6-4         | James Wade            | PDC World Darts Championship 2013 |
| 35  | 14.12.2013 | Terry Jenkins         | 2-3         | Per Laursen           | PDC World Darts Championship 2014 |
| 36  | 14.12.2013 | Kyle Anderson         | 1-3         | Ian White             | PDC World Darts Championship 2014 |
| 37  | 23.07.2014 | Phil Taylor           | 13-6        | Michael Smith         | World Matchplay 2014              |
| 38  | 08.10.2014 | James Wade 3          | 3-2         | Robert Thornton       | World Grand Prix 2014             |
| 39  | 08.10.2014 | Robert Thornton 3     | 2-3         | James Wade            | World Grand Prix 2014             |
| 40  | 26.10.2014 | Michael van Gerwen    | 11-6        | Raymond van Barneveld | European Darts Championship 2014  |
| 41  | 14.11.2014 | Kim Huybrechts        | 16-10       | Michael van Gerwen    | Grand Slam of Darts 2014          |
| 42  | 30.12.2014 | Adrian Lewis          | 3-4         | Raymond van Barneveld | PDC World Darts Championship 2015 |
| 43  | 01.02.2015 | Darryl Fitton         | 1-3         | Martin Adams          | NDB Dutch Open 2015               |
| 44  | 22.08.2015 | Phil Taylor           | 10-7        | Peter Wright          | Sydney Darts Masters 2015         |
| 45  | 08.11.2015 | Dave Chisnall         | 5-2         | Peter Wright          | Grand Slam of Darts 2015          |
| 46  | 02.01.2016 | Gary Anderson         | 6-0         | Jelle Klaasen         | PDC World Darts Championship 2016 |
| 47  | 05.03.2016 | Michael van Gerwen    | 9-5         | Rob Cross             | UK Open 2016                      |
| 48  | 14.04.2016 | Adrian Lewis          | 7-5         | James Wade            | Premier League Darts 2016         |
| 49  | 25.11.2016 | Alan Norris           | 6-4         | Michael Smith         | Players Championship Finals 2016  |
| 50  | 13.04.2017 | Adrian Lewis          | 7-4         | Raymond van Barneveld | Premier League Darts 2017         |
| 51  | 29.10.2017 | Kyle Anderson         | 10-11       | Michael van Gerwen    | European Darts Championship 2017  |
| 52  | 26.07.2018 | Gary Anderson         | 19-17       | Joe Cullen            | World Matchplay 2018              |
| 53  | 14.11.2018 | Dimitri Van den Bergh | 10-6        | Stephen Bunting       | Grand Slam of Darts 2018          |
| 54  | 23.11.2019 | Michael van Gerwen    | 6-5         | Adrian Lewis          | Players Championship Finals 2019  |
| 55  | 27.02.2020 | Michael Smith         | 7-5         | Daryl Gurney          | Premier League Darts 2020         |
| 56  | 07.03.2020 | Jonny Clayton         | 10-8        | Chris Dobey           | UK Open 2020                      |
| 57  | 08.03.2020 | Michael van Gerwen    | 11-3        | Daryl Gurney          | UK Open 2020                      |
| 58  | 29.08.2020 | Peter Wright          | 6-8         | Daryl Gurney          | Premier League Darts 2020         |
| 59  | 29.10.2020 | José de Sousa         | 6-3         | Jeffrey de Zwaan      | European Darts Championship 2020  |
| 60  | 29.12.2020 | James Wade            | 2-4         | Stephen Bunting       | PDC World Darts Championship 2021 |
| 61  | 07.04.2021 | Jonny Clayton         | 7-3         | José de Sousa         | Premier League Darts 2021         |
| 62  | 08.04.2021 | José de Sousa         | 6-6         | Nathan Aspinall       | Premier League Darts 2021         |
| 63  | 17.12.2021 | William Borland 4     | 3-2         | Bradley Brooks        | PDC World Darts Championship 2022 |
| 64  | 18.12.2021 | Darius Labanauskas    | 1-3         | Mike De Decker        | PDC World Darts Championship 2022 |
| 65  | 01.01.2022 | Gerwyn Price          | 4-5         | Michael Smith         | PDC World Darts Championship 2022 |
| 66  | 17.02.2022 | Gerwyn Price          | 6-5         | Michael van Gerwen    | Premier League Darts 2022         |
| 67  | 17.02.2022 | Gerwyn Price          | 6-4         | James Wade            | Premier League Darts 2022         |
| 68  | 05.03.2022 | James Wade            | 10-8        | Boris Krčmar          | UK Open 2022                      |
| 69  | 05.03.2022 | Michael Smith         | 10-9        | Mensur Suljović       | UK Open 2022                      |
| 70  | 23.07.2022 | Gerwyn Price          | 17-11       | Danny Noppert         | World Matchplay 2022              |
| 71  | 17.11.2022 | Josh Rock             | 8-10        | Michael van Gerwen    | Grand Slam of Darts 2022          |
| 72  | 27.11.2022 | Michael van Gerwen    | 11-6        | Rob Cross             | Players Championship Finals 2022  |
| 73  | 03.01.2023 | Michael Smith         | 7-4         | Michael van Gerwen    | PDC World Darts Championship 2023 |
| 74  | 17.09.2023 | Michael van Gerwen    | 11-10       | Luke Humphries        | World Series of Darts Finals 2023 |
| 75  | 13.11.2023 | Ryan Searle 4         | 5-3         | Nathan Rafferty       | Grand Slam of Darts 2023          |
| 76  | 26.11.2023 | Michael van Gerwen    | 9-11        | Luke Humphries        | Players Championship Finals 2023  |
| 77  | 19.01.2024 | Luke Littler          | 6-3         | Nathan Aspinall       | Bahrain Darts Masters 2024        |
| 78  | 04.04.2024 | Gerwyn Price          | 6-3         | Michael Smith         | Premier League Darts 2024         |
| 79  | 23.05.2024 | Luke Littler          | 11-7        | Luke Humphries        | Premier League Darts 2024         |
| 80  | 14.07.2024 | Dimitri Van den Bergh | 10-6        | Martin Schindler      | World Matchplay 2024              |
| 81  | 18.12.2024 | Christian Kist        | 1-3         | Madars Razma          | PDC World Darts Championship 2025 |
| 82  | 27.12.2024 | Damon Heta            | 3-4         | Luke Woodhouse        | PDC World Darts Championship 2025 |
| 83  | 01.02.2025 | Dimitri Van den Bergh | 4-3         | Michael van Gerwen    | World Masters 2025                |
| 84  | 06.03.2025 | Luke Humphries        | 4-6         | Rob Cross             | Premier League Darts 2025         |
| 85  | 06.03.2025 | Rob Cross             | 5-6         | Nathan Aspinall       | Premier League Darts 2025         |
| 86  | 20.03.2025 | Luke Littler          | 6-4         | Michael van Gerwen    | Premier League Darts 2025         |
| 87  | 10.04.2025 | Gerwyn Price          | 3-6         | Luke Littler          | Premier League Darts 2025         |
| 88  | 15.05.2025 | Gerwyn Price          | 4-6         | Stephen Bunting       | Premier League Darts 2025         |
| 89  | 26.07.2025 | Luke Littler          | 17-14       | Josh Rock             | World Matchplay 2025              |

### Anzahl pro Spieler
- Platz: Platzierung des Spielers, wobei nach der Anzahl der 9-Dart Finishes sortiert wird. Mindestgrenze sind zwei gespielte 9-Darter.
- Spieler: Name des Spielers sowie die Flagge des Landes, für das er antrat.
- Anzahl: Anzahl der vom Spieler gespielten 9-Darter.
- Letzter: Datumsangabe, wann der Spieler seinen letzten 9-Darter gespielt hat.

| Platz | Spieler               | Anzahl | Letzter       |
| ----- | --------------------- | ------ | ------------- |
| 1     | Phil Taylor           | 11     | 22. Aug. 2015 |
| 2     | Michael van Gerwen    | 10     | 26. Nov. 2023 |
| 3     | Gerwyn Price          | 7      | 15. Mai 2025  |
| 4     | Raymond van Barneveld | 5      | 17. Juli 2010 |
| 4     | Adrian Lewis          | 5      | 13. Apr. 2017 |
| 6     | Luke Littler          | 4      | 26. Juli 2025 |
| 6     | James Wade            | 4      | 5. März 2022  |
| 8     | Gary Anderson         | 3      | 26. Juli 2018 |
| 8     | Michael Smith         | 3      | 3. Jan. 2023  |
| 8     | Dimitri Van den Bergh | 3      | 1. Feb. 2025  |
| 11    | Kyle Anderson         | 2      | 29. Okt. 2017 |
| 11    | Jonny Clayton         | 2      | 7. Apr. 2021  |
| 11    | Darryl Fitton         | 2      | 1. Feb. 2015  |
| 11    | Mervyn King           | 2      | 5. Juni 2010  |
| 11    | José de Sousa         | 2      | 8. Apr. 2021  |

## 9-Dart Finishes (im Internet gezeigt, Liste unvollständig)
| Datum      | Spieler               | Endergebnis | Gegner                | Turnier                            |
| ---------- | --------------------- | ----------- | --------------------- | ---------------------------------- |
| 19.02.2006 | Colin Lloyd 5         | 6-3         | Dennis Priestley      | Irish Masters 2006                 |
| 15.09.2009 | Phil Taylor           | 6-1         | John Part             | PDC Championship League Darts 2009 |
| 24.09.2009 | Jelle Klaasen         | 3-6         | Colin Osborne         | PDC Championship League Darts 2009 |
| 12.10.2011 | Simon Whitlock        | 6-3         | Jamie Caven           | PDC Championship League Darts 2011 |
| 15.10.2013 | Mervyn King           | 4-6         | Gary Anderson         | PDC Championship League Darts 2013 |
| 15.10.2013 | Michael van Gerwen    | 5-6         | Terry Jenkins         | PDC Championship League Darts 2013 |
| 17.10.2013 | Kim Huybrechts        | 6-5         | Paul Nicholson        | PDC Championship League Darts 2013 |
| 10.02.2017 | Michael van Gerwen 6  | 6-2         | Ryan Murray           | UK Open Qualifiers 2017 Nr. 4      |
| 12.03.2017 | Joe Cullen            | 6-2         | Jim Brown             | Players Championships 2017 Nr. 4   |
| 29.04.2017 | Michael van Gerwen    | 6-2         | Robert Thornton       | Players Championships 2017 Nr. 9   |
| 30.04.2017 | Peter Wright          | 6-3         | Michael Smith         | Players Championships 2017 Nr. 10  |
| 10.10.2017 | Dave Chisnall         | 6-4         | Ryan Searle           | Players Championships 2017 Nr. 21  |
| 30.06.2018 | Michael van Gerwen    | 6-2         | Ryan Joyce            | European Darts Matchplay 2018      |
| 10.02.2019 | Chris Dobey           | 6-5         | Dave Prins            | Players Championships 2019 Nr. 2   |
| 10.02.2019 | Michael van Gerwen    | 3-6         | Jonny Clayton         | Players Championships 2019 Nr. 2   |
| 16.02.2019 | Michael van Gerwen    | 6-3         | Jamie Hughes          | Players Championships 2019 Nr. 3   |
| 23.02.2019 | Danny Noppert         | 7-5         | Gabriel Clemens       | Players Championships 2019 Nr. 5   |
| 24.03.2019 | Michael van Gerwen    | 7-5         | Mensur Suljović       | European Darts Open 2019           |
| 31.03.2019 | James Wade            | 5-6         | Darren Webster        | German Darts Championship 2019     |
| 26.04.2019 | Steve Beaton          | 6-3         | Kirk Shepherd         | German Darts Open 2019             |
| 19.05.2019 | Robert Thornton       | 6-3         | Krzysztof Ratajski    | Players Championships 2019 Nr. 16  |
| 29.06.2019 | Gerwyn Price          | 6-4         | Glen Durrant          | Czech Darts Open 2019              |
| 16.07.2019 | Kyle Anderson         | 6-4         | Steve Lennon          | Players Championships 2019 Nr. 19  |
| 22.09.2019 | Ian White             | 7-8         | Mensur Suljović       | Players Championships 2019 Nr. 26  |
| 29.09.2019 | Dave Chisnall         | 6-4         | James Wade            | Gibraltar Darts Trophy 2019        |
| 15.02.2020 | Mensur Suljović       | 6-5         | Jeff Smith            | Players Championships 2020 Nr. 3   |
| 25.04.2021 | José de Sousa         | 6-0         | Jermaine Wattimena    | Players Championships 2021 Nr. 10  |
| 27.04.2021 | Krzysztof Ratajski    | 6-5         | Keane Barry           | Players Championships 2021 Nr. 12  |
| 07.07.2021 | Dimitri Van den Bergh | 6-3         | Jonny Clayton         | Players Championships 2021 Nr. 19  |
| 08.07.2021 | Gabriel Clemens       | 6-3         | Jelle Klaasen         | Players Championships 2021 Nr. 20  |
| 19.10.2021 | Nathan Aspinall       | 4-6         | Keegan Brown          | Players Championships 2021 Nr. 24  |
| 21.10.2021 | Madars Razma          | 4-7         | Rob Cross             | Players Championships 2021 Nr. 26  |
| 02.11.2021 | Scott Waites          | 3-6         | Daryl Gurney          | Players Championships 2021 Nr. 28  |
| 03.11.2021 | Michael Mansell       | 6-5         | Krzysztof Kciuk       | Players Championships 2021 Nr. 29  |
| 20.03.2022 | Danny Noppert         | 4-7         | Ricky Evans           | Players Championships 2022 Nr. 6   |
| 26.03.2022 | Raymond van Barneveld | 6-5         | Adam Hunt             | Players Championships 2022 Nr. 7   |
| 10.05.2022 | Ross Smith            | 6-5         | Geert De Vos          | Players Championships 2022 Nr. 14  |
| 11.05.2022 | Michael Smith         | 6-2         | Florian Hempel        | Players Championships 2022 Nr. 15  |
| 08.07.2022 | Dimitri Van den Bergh | 3-6         | Ryan Meikle           | Players Championships 2022 Nr. 18  |
| 25.09.2022 | Dave Chisnall         | 7-4         | Danny Noppert         | Belgian Darts Open 2022            |
| 13.06.2023 | Bradley Brooks        | 6-5         | Daryl Gurney          | Players Championships 2023 Nr. 14  |
| 05.09.2023 | Robert Owen           | 5-6         | Ritchie Edhouse       | Players Championships 2023 Nr. 21  |
| 24.09.2023 | Luke Humphries        | 7-8         | Dave Chisnall         | Hungarian Darts Trophy 2023        |
| 29.09.2023 | Michael van Gerwen    | 6-3         | Chris Dobey           | Players Championships 2023 Nr. 24  |
| 13.10.2023 | Scott Waites          | 5-6         | George Killington     | German Darts Championship 2023     |
| 18.10.2023 | Brendan Dolan         | 6-3         | Martijn Kleermaker    | Players Championships 2023 Nr. 25  |
| 02.11.2023 | Ricky Evans           | 6-4         | Callan Rydz           | Players Championships 2023 Nr. 30  |
| 09.11.2023 | Niko Springer 7       | 6-3         | Manfred Bilderl       | Super League Darts 2023            |
| 10.03.2024 | Luke Littler          | 8-7         | Rob Cross             | Belgian Darts Open 2024            |
| 18.03.2024 | Michael Smith         | 3-6         | Raymond van Barneveld | Players Championships 2024 Nr. 5   |
| 12.05.2024 | Luke Humphries        | 6-8         | Rob Cross             | Baltic Sea Darts Open 2024         |
| 25.05.2024 | Ross Smith            | 4-6         | Dimitri Van den Bergh | Dutch Darts Championship 2024      |
| 21.09.2024 | Cor Dekker            | 2-6         | Stephen Bunting       | Hungarian Darts Trophy 2024        |
| 21.09.2024 | Michael van Gerwen    | 6-2         | Martin Lukeman        | Hungarian Darts Trophy 2024        |
| 22.09.2024 | Martin Schindler      | 4-6         | Stephen Bunting       | Hungarian Darts Trophy 2024        |
| 25.09.2024 | Chris Dobey           | 7-2         | Martin Schindler      | Players Championships 2024 Nr. 23  |
| 31.10.2024 | Dave Chisnall         | 5-6         | William O’Connor      | Players Championships 2024 Nr. 30  |
| 21.04.2025 | Michael van Gerwen    | 6-1         | Ryan Searle           | German Darts Grand Prix 2025       |
| 12.05.2025 | Dave Chisnall         | 6-1         | Darius Labanauskas    | Players Championships 2025 Nr. 15  |
| 08.07.2025 | Josh Rock             | 6-1         | Sebastian Białecki    | Players Championships 2025 Nr. 20  |
| 08.07.2025 | Leon Weber            | 6-3         | Tytus Kanik           | Players Championships 2025 Nr. 20  |
| 08.07.2025 | Stephen Bunting       | 7-6         | Rob Cross             | Players Championships 2025 Nr. 20  |